# Lara Tiefenthaler
Lara Tiefenthaler (* 28. September 1999) ist eine österreichische Leichtgewichts-Ruderin.

## Karriere
Tiefenthaler rudert für den Ruderverein STAW in Wien.
Bei den U23-Weltmeisterschaften 2019 gewann Tiefenthaler die Bronzemedaille im Leichtgewichts-Einer. Zwei Jahre später bei den U23-Weltmeisterschaften 2021 wurde sie in der gleichen Bootsklasse Sechste. Zwei Monate später siegte sie bei den U23-Europameisterschaften.
2022 bildete Tiefenthaler einen Leichtgewichts-Doppelzweier mit Valentina Cavallar und belegte den zehnten Platz bei den Europameisterschaften. 2023 kam Louisa Altenhuber zu Tiefenthaler ins Boot. Die beiden wurden Achte bei den Europameisterschaften 2023 und 14. bei den Weltmeisterschaften in Belgrad. 2024 konnte sich das Boot in Szeged für die Olympischen Spiele qualifizieren. Bei den Olympischen Spielen 2024 in Paris wurden Tiefenthaler und Altenhuber als Vierte des B-Finales Zehnte der Gesamtwertung. Tiefenthaler trat kurz darauf bei den Weltmeisterschaften 2024 im Leichtgewichts-Einer an und belegte den sechsten Platz.